# エアフルト市電
エアフルト市電（エアフルトしでん、ドイツ語: Stadtbahn Erfurt）は、ドイツの都市・エアフルト市内に路線網を有する路面電車。19世紀末に開通した馬車鉄道をルーツに持つ長い歴史を持つ路線で、2023年現在はシュタットウェルケ・エアフルトの子会社であるエアフルト交通会社（Erfurter Verkehrsbetriebe AG、SWE EVAG）によって運営されている。

## 歴史
ドイツの都市・エアフルトにおいて公共交通機関の導入が議論されるようになったのは、長年にわたり都市を囲んでいた城塞が解体され、郊外へ向けて発展を見せ始めた19世紀後半であった。そして1882年、軌間1,000 mm（メーターゲージ）の馬車鉄道の建設が決定し、翌1883年5月13日に最初の路線が営業運転を開始し、8月までに色によって区別された3つの系統（赤線、黄線、緑線）が導入された。
その後、開通から10年後の1893年に馬車鉄道はベルリンのユニオン電力会社（Union Elektricitäts-Gesellschaft、UEG）に売却され、同社が建設した石炭火力発電所からの電力を用いた路面電車へと転換する工事が進められた。そして馬車鉄道は1894年6月から8月にかけて路面電車となり、輸送力が増強された。
それ以降、エアフルト市内の路面電車は急速に路線網を拡張した他、1912年以降は路線の複線化も進められた。第一次世界大戦中は一部系統における区間縮小のみの影響で済んだものの、戦後のハイパーインフレーションに関しての影響は大きく、1920年以降事実上エアフルト市によって運営されていた路面電車は一時2系統のみの運行のみに規模が縮小していた。しかし、休止されていた系統の線路や施設は維持されており、1924年以降順次各系統の運行が再開された。その後、1929年に実施されたダイヤ改正に伴い、系統名が色から数字（1 - 4号線）に変更されている。
1930年代は全線の複線化が完了した他、再度路線網の拡大が進み、1936年には新たに5号線が営業運転を開始した。車両についても同年からゴータ車両製造（ゴータ）製の2軸車の導入が始まり、第二次世界大戦中の1944年まで多数の車両が新造された。大戦中も1943年まで新規区間の建設や整備が行われたが、1945年に勃発した戦闘に伴い4月11日に全区間が休止を余儀なくされ、再開したのは終戦後の同年6月以降となった。
戦後、東ドイツの路面電車となったエアフルト市電では片運転台の車両が走行可能な終端部のループ線の整備が進められたが、モータリーゼーションの進展に伴い1970年代には一部区間が路線バスへと置き換えられた。その一方、1970年代から1980年代にかけてエアフルト郊外には幾つかの大規模な住宅地が建設され、それに伴い郊外と都心を結ぶ公共交通機関が求められるようになった。そこで、同年以降エアフルト市電の一部を道路と分離させた専用軌道を結び、線形も直線が多く高速運転を可能とする設計とした「急行トラム（Schnellstraßenbahn）」が各方面に建設されるようになり、同時期にはエアフルト中心部を始めとした路線の移設による道路の混雑解消も図られた。1985年には新たな系統も運行を開始し、以降エアフルト市電は6つの系統（1 - 6号線）で運行されるようになった。車両については1950年代以降東ドイツ製の2軸車が使用されたが、1976年以降はチェコスロバキア（現：チェコ）のČKDタトラ製の2車体連接車・KT4Dが順次導入され、1981年からはKT4Dによる3両編成も運用を開始した。

東ドイツ時代のエアフルト市電
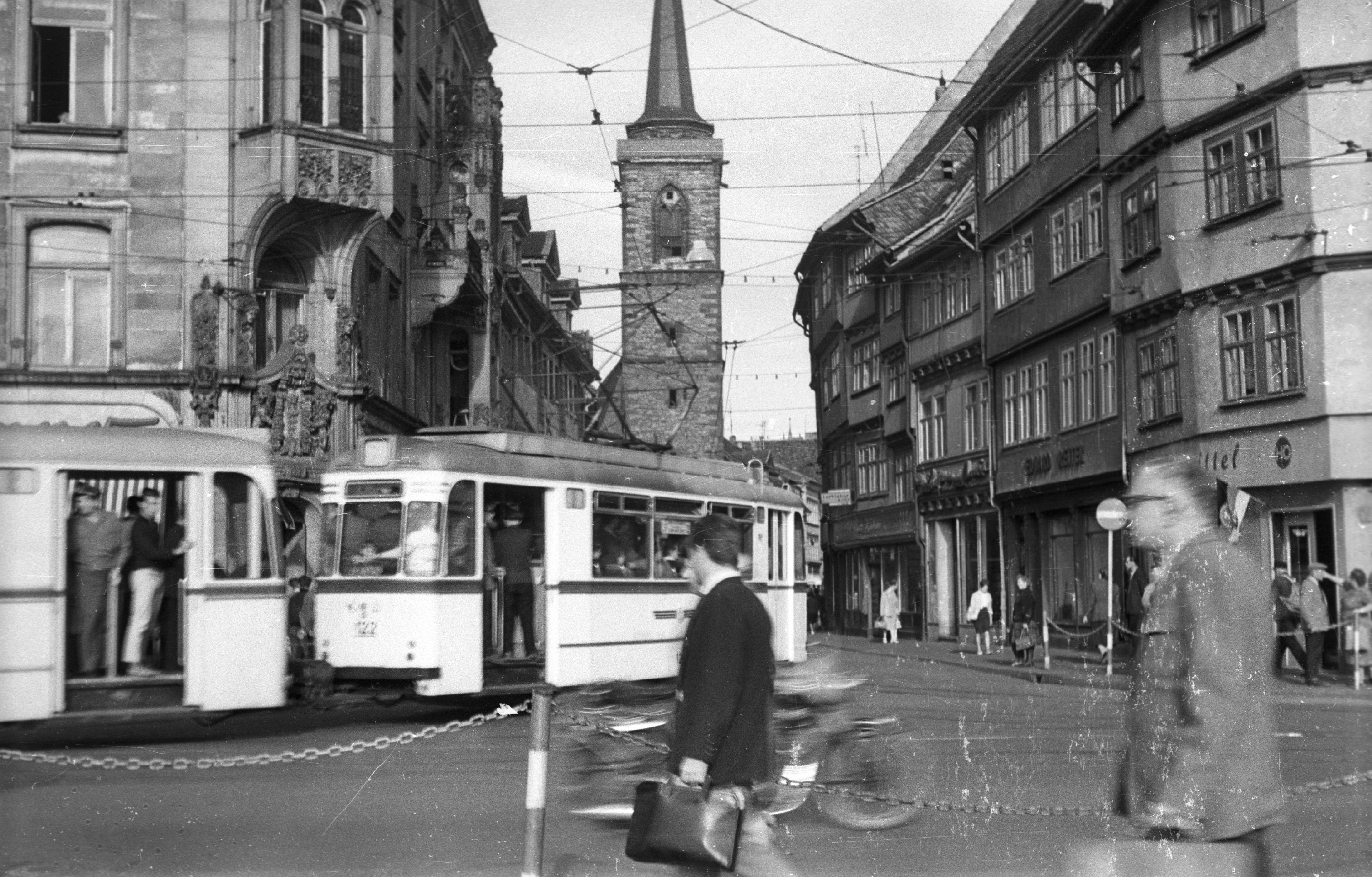
1961年撮影
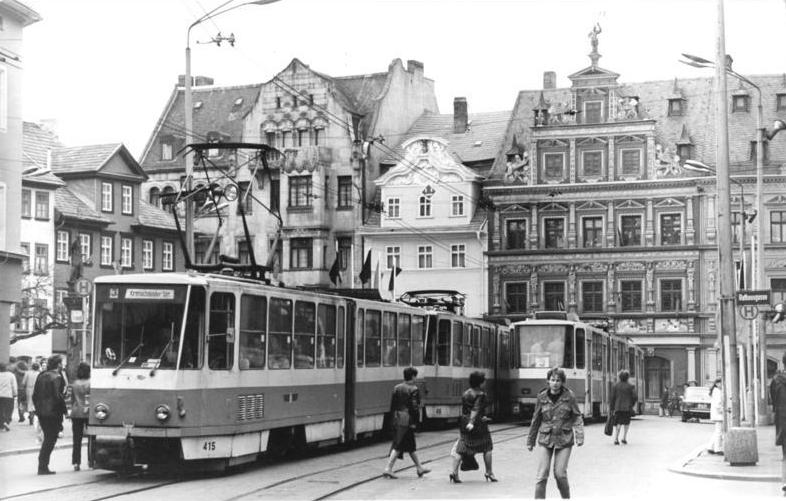
1983年撮影
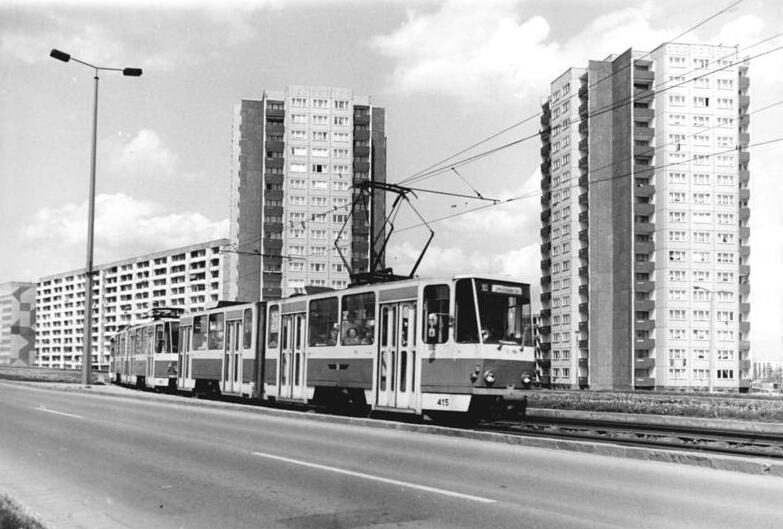
1983年撮影
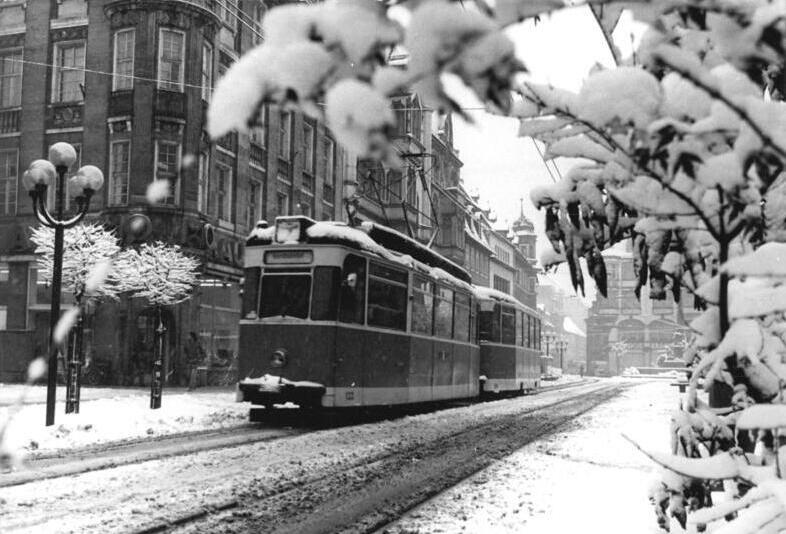
1984年撮影
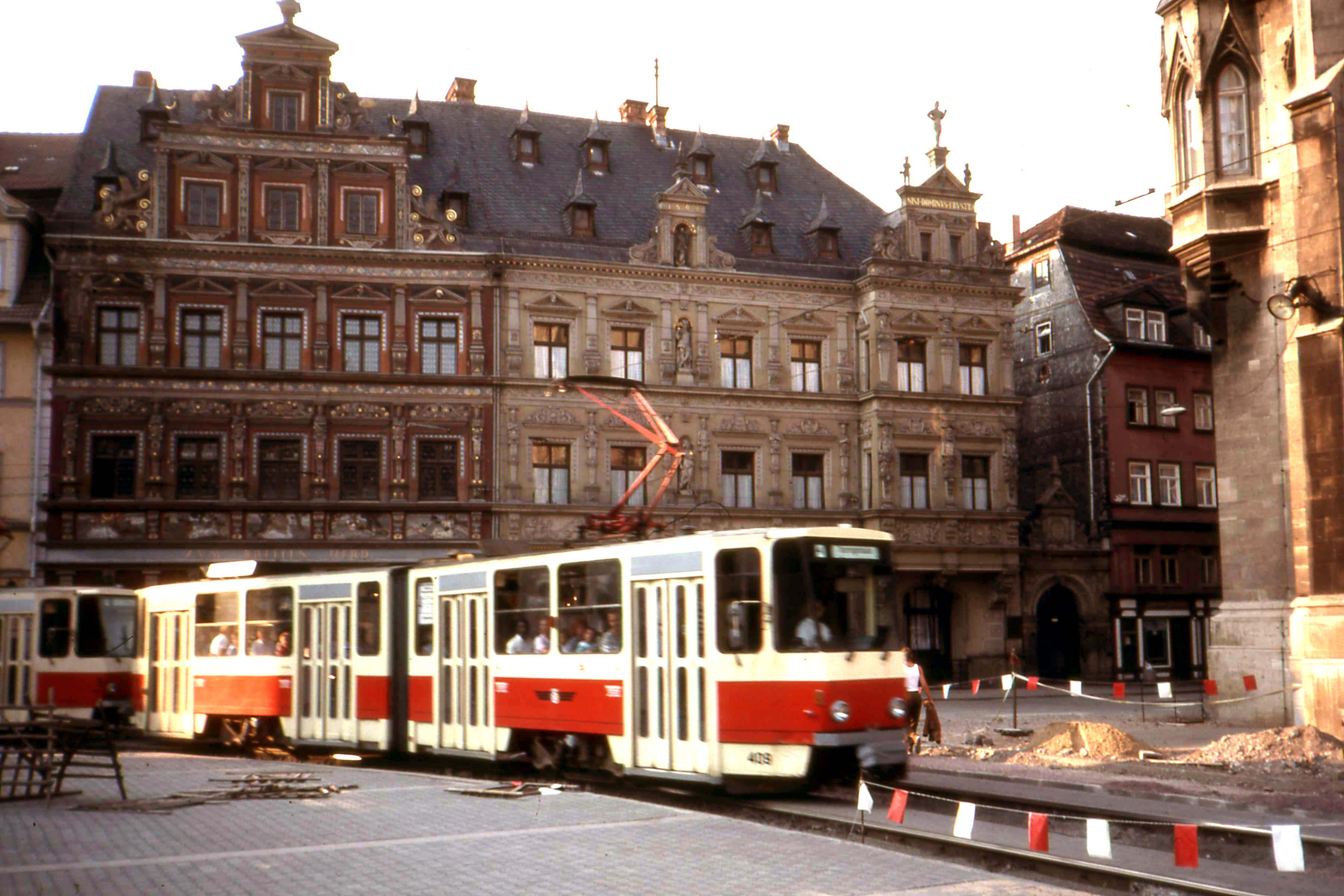
1989年撮影

1990年のドイツ再統一後、エアフルト市電の運営権は東ドイツ時代の人民公社からエアフルト交通会社（Erfurter Verkehrsbetriebe AG）へと転換された。同事業者は東ドイツから進めていた郊外の住宅地への延伸を1992年までに完了し、続く1996年にエアフルト市議会は路面電車の高規格化計画（Stadtbahn）を承認した。これに従い、2000年から2007年にかけて廃止路線の一部復活を含む路線網の拡張が実施された他、既存の路線網も大部分が改修工事を受けた。車両については1994年以降バリアフリーに適した超低床電車の導入が継続して行われており、長年使用された高床式車両のタトラKT4Dについては2014年10月に実施された昇圧（直流600 V→直流750 V）に伴い営業運転から離脱している。

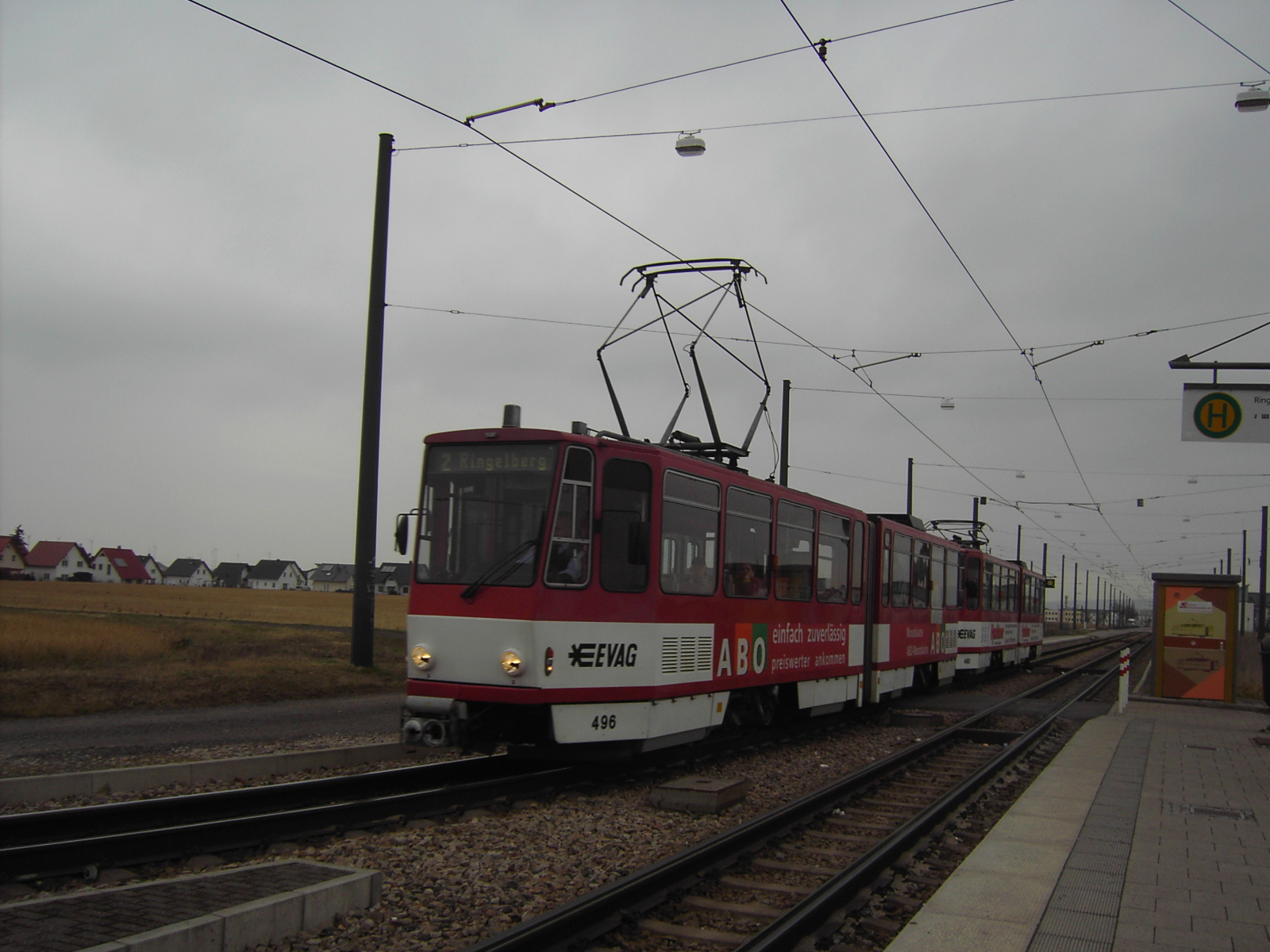
タトラKT4Dは2014年までに営業運転を終了した（2007年撮影）
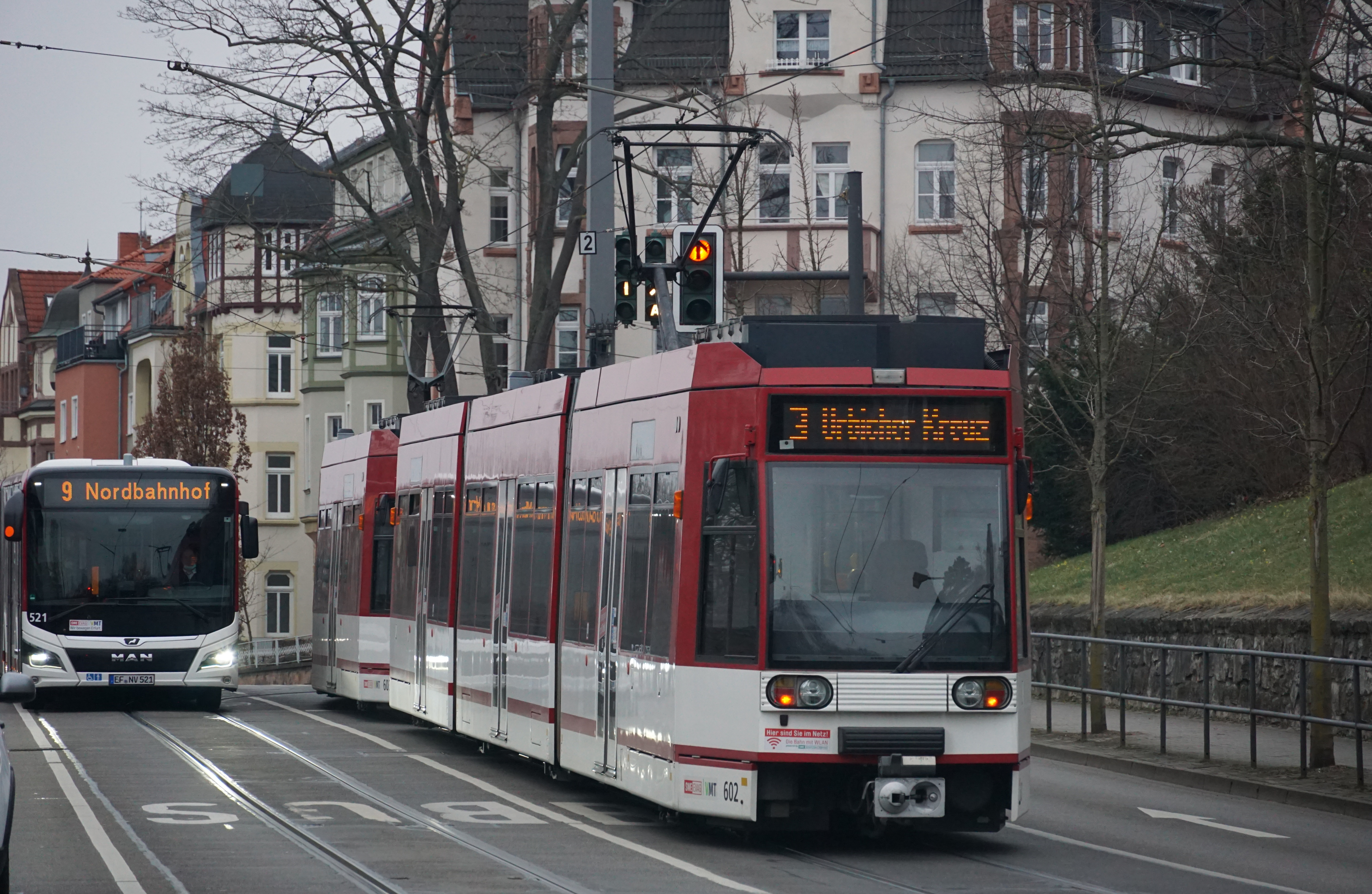
初の超低床電車・MGT6D（2022年撮影）
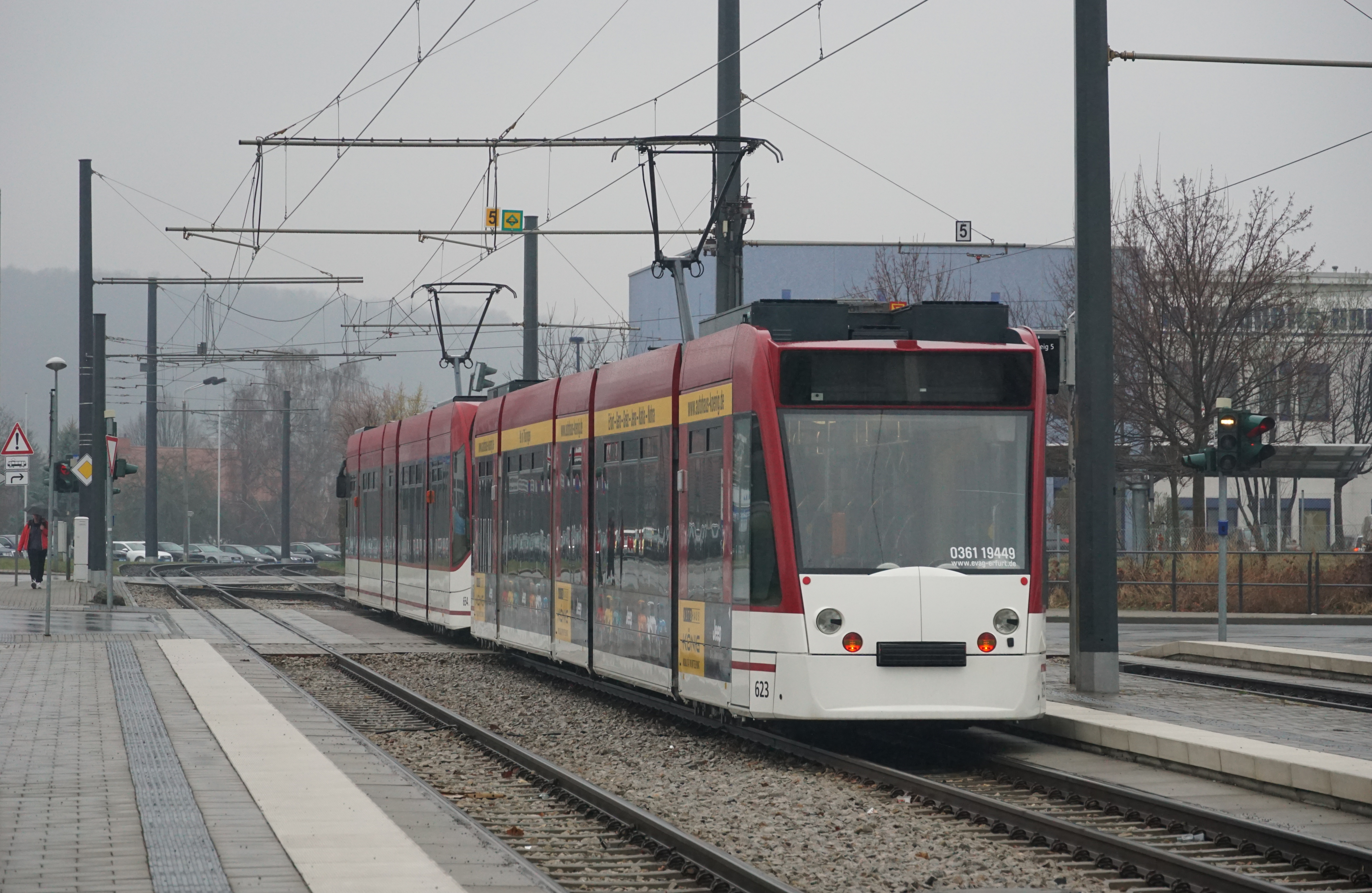
長期にわたって導入された超低床電車・コンビーノ（2022年撮影）
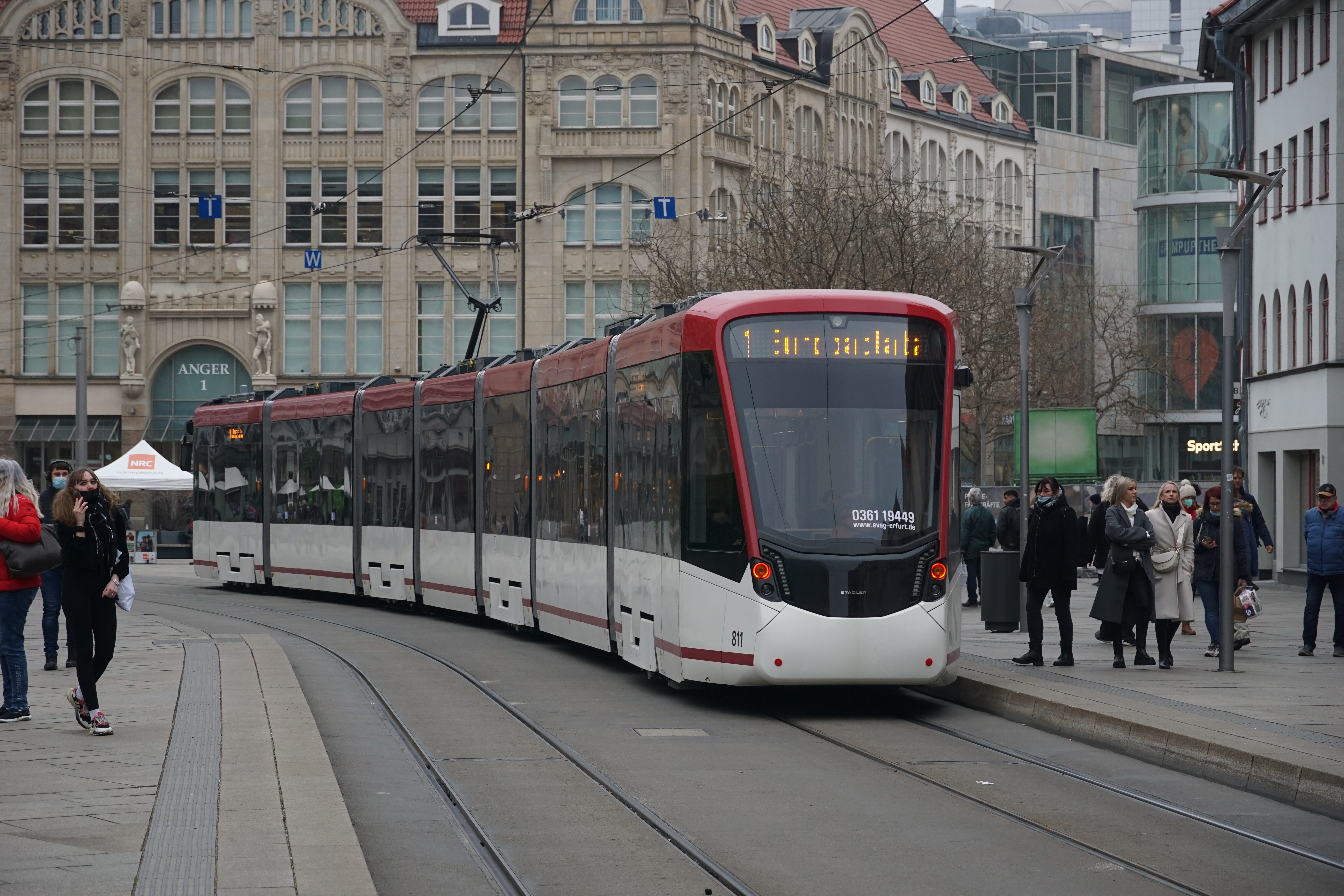
トラムリンクは2021年から営業運転を開始した（2022年撮影）

## 系統
2022年現在、エアフルト市電では以下の6系統が運行している。最新のダイヤ改正は2021年4月23日に実施されたものである。
| 系統番号 | 起点            | 終点           | 備考 |
| -------- | --------------- | -------------- | ---- |
| 1        | Europaplatz     | Thüringenhalle |      |
| 2        | P+R-Platz Messe | Wiesenhügel    |      |
| 3        | Europaplatz     | Urbicher Kreuz |      |
| 4        | Bindersleben    | Ringelberg     |      |
| 5        | Zoopark         | Hauptbahnhof   |      |
| 6        | Rieth           | Steigerstraße  |      |

## 車両

### 営業用車両
2022年現在、エアフルト市電で使用されている営業用車両は以下の通り。前述のとおり、2014年に実施された昇圧に伴い高床式車両のKT4Dは定期運転を終了しており、以降営業運転用に在籍する車両は全て超低床電車（部分超低床電車を含む）となっている。
- MGT6D・MGT6DE - デュワグ製の3車体連接車。エアフルト市電初の超低床電車（部分超低床電車）で、 1994年から1998年にかけて両運転台のMGT6Dが4両、片運転台のMGT6DEが12両導入された。営業時には連結運転（2両編成）も実施される[5][8]。
- コンビーノ - シーメンスが展開した超低床電車。複数のバリエーションが存在したが、そのうちエアフルト市電に導入されたのは初期の「コンビーノ・ベーシック（Combino Basic）」、運転台などに改良を施した「コンビーノ・アドバンス（Combino Advanced）」、最終モデルとなった「コンビーノ・クラシック（Combino Classic）」で、2002年から2012年まで長期にわたって導入が行われた[注釈 1]。内訳は片運転台・3車体連接車が24両[注釈 2]、片運転台・5車体連接車が36両で、連結運転（2両編成）が行われる場合もある[8][16]。
- トラムリンク - シュタッドラー・レールが展開する超低床電車。そのうちエアフルト市電向けには7車体連接車が14両導入される事になっており、購入費用に際しては二酸化炭素排出量削減をはじめとした省エネ施策の一環として欧州地域開発基金（ドイツ語版）やテューリンゲン州の援助を得ている。2021年3月から納入が始まっており、営業運転を開始したのは同年6月である[8]。

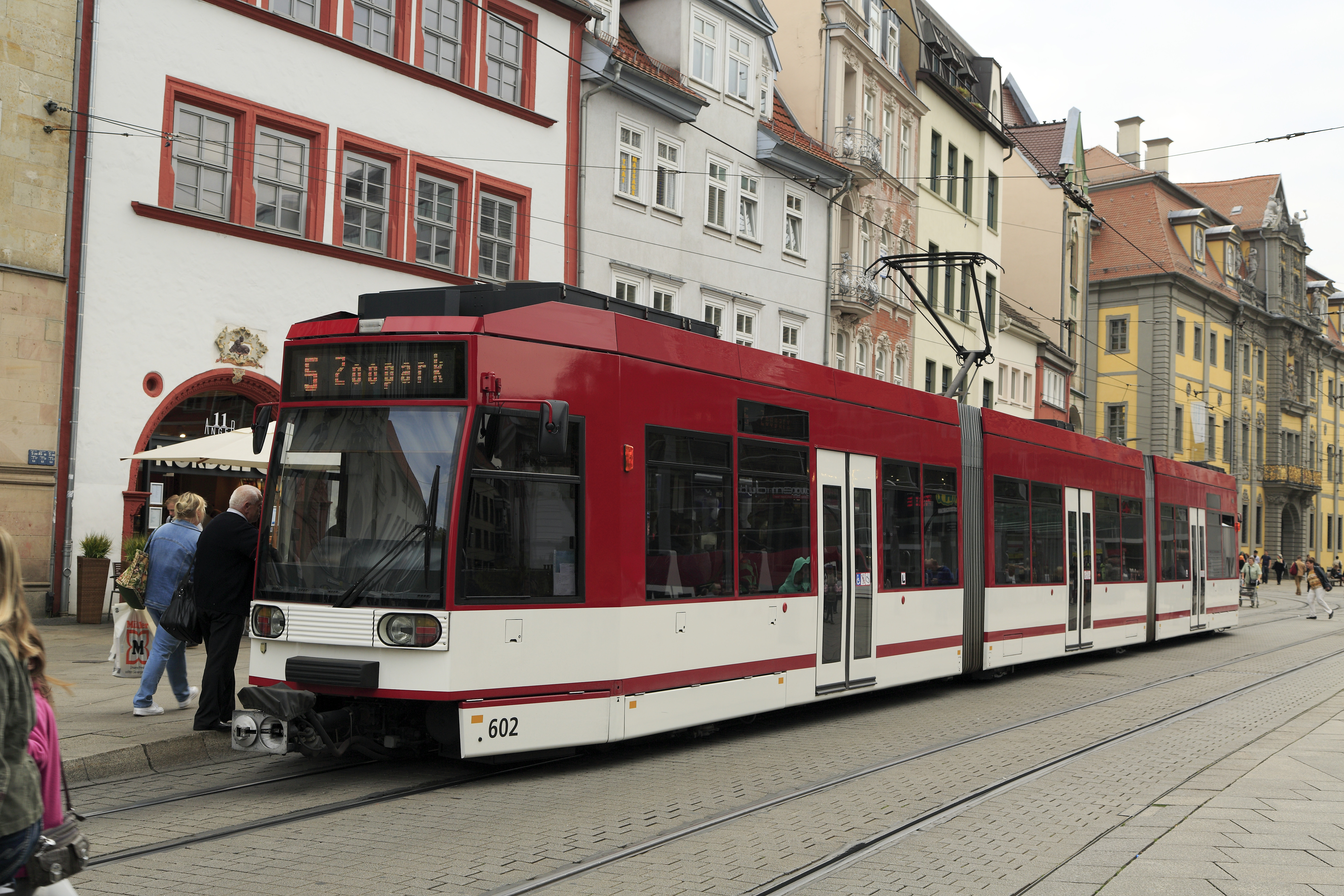
MGT6D （2014年撮影）
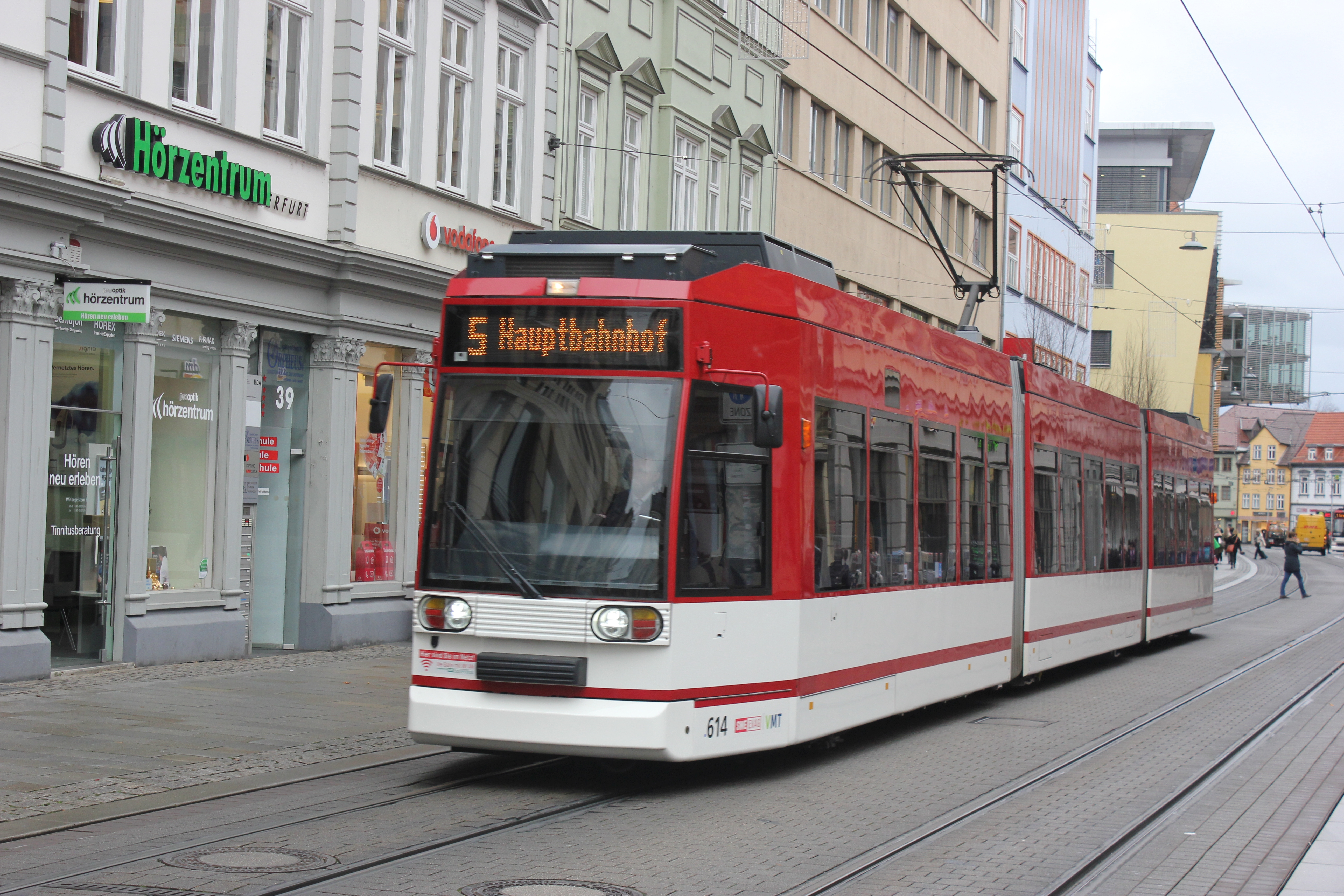
MGT6DE （2017年撮影）
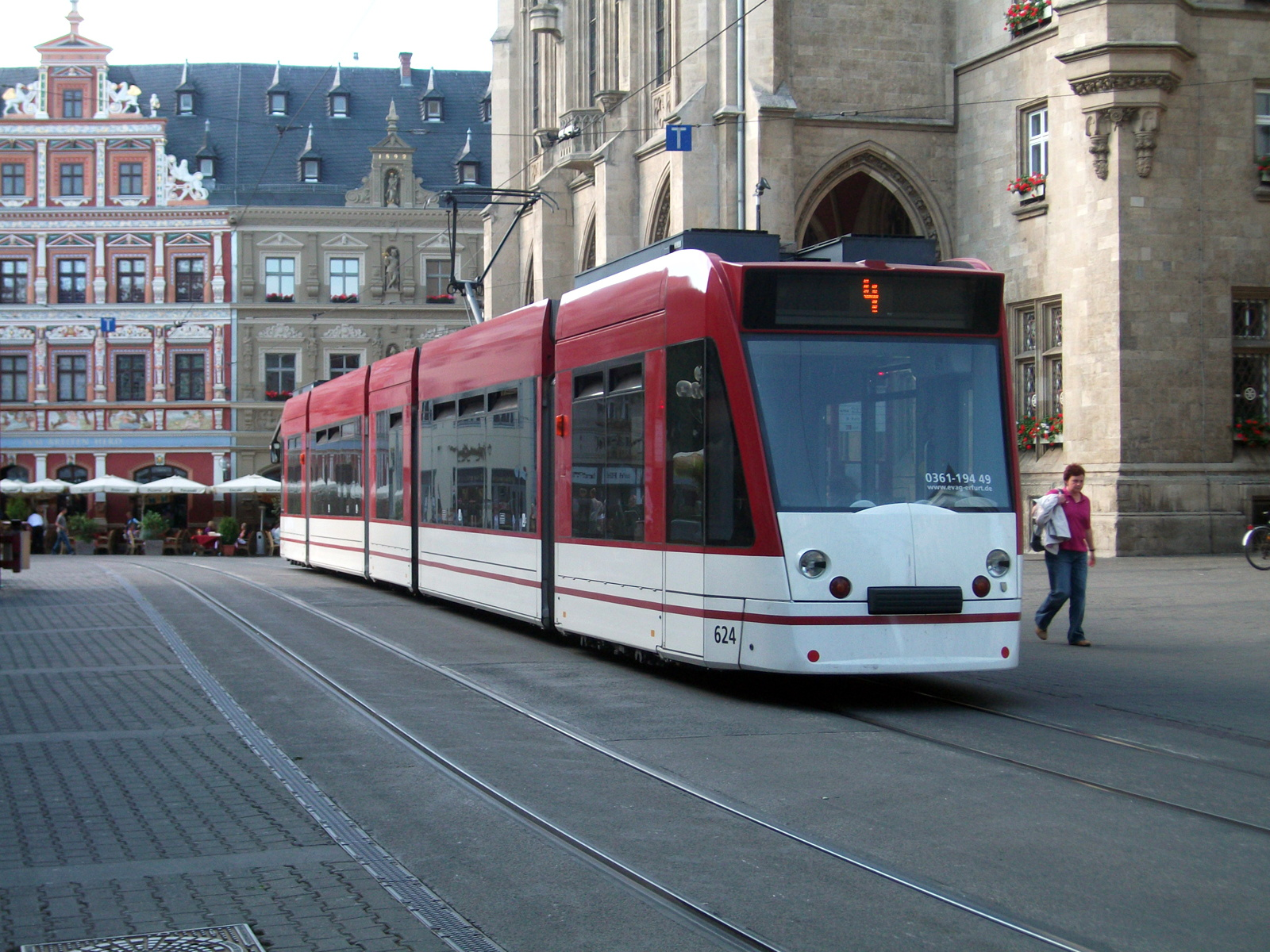
コンビーノ・ベーシック（5車体連接車） （2010年撮影）
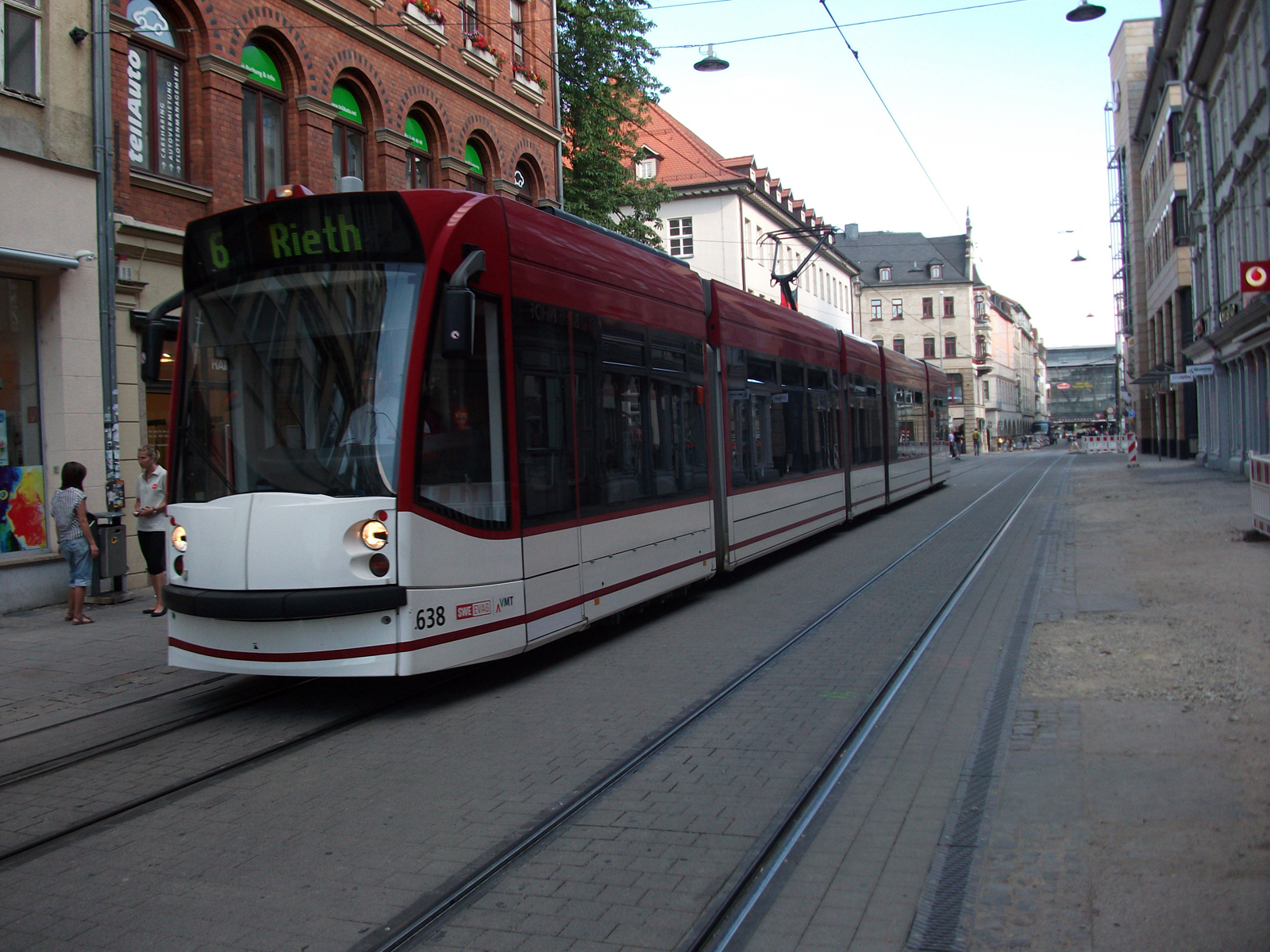
コンビーノ・アドバンス（5車体連接車） （2010年撮影）
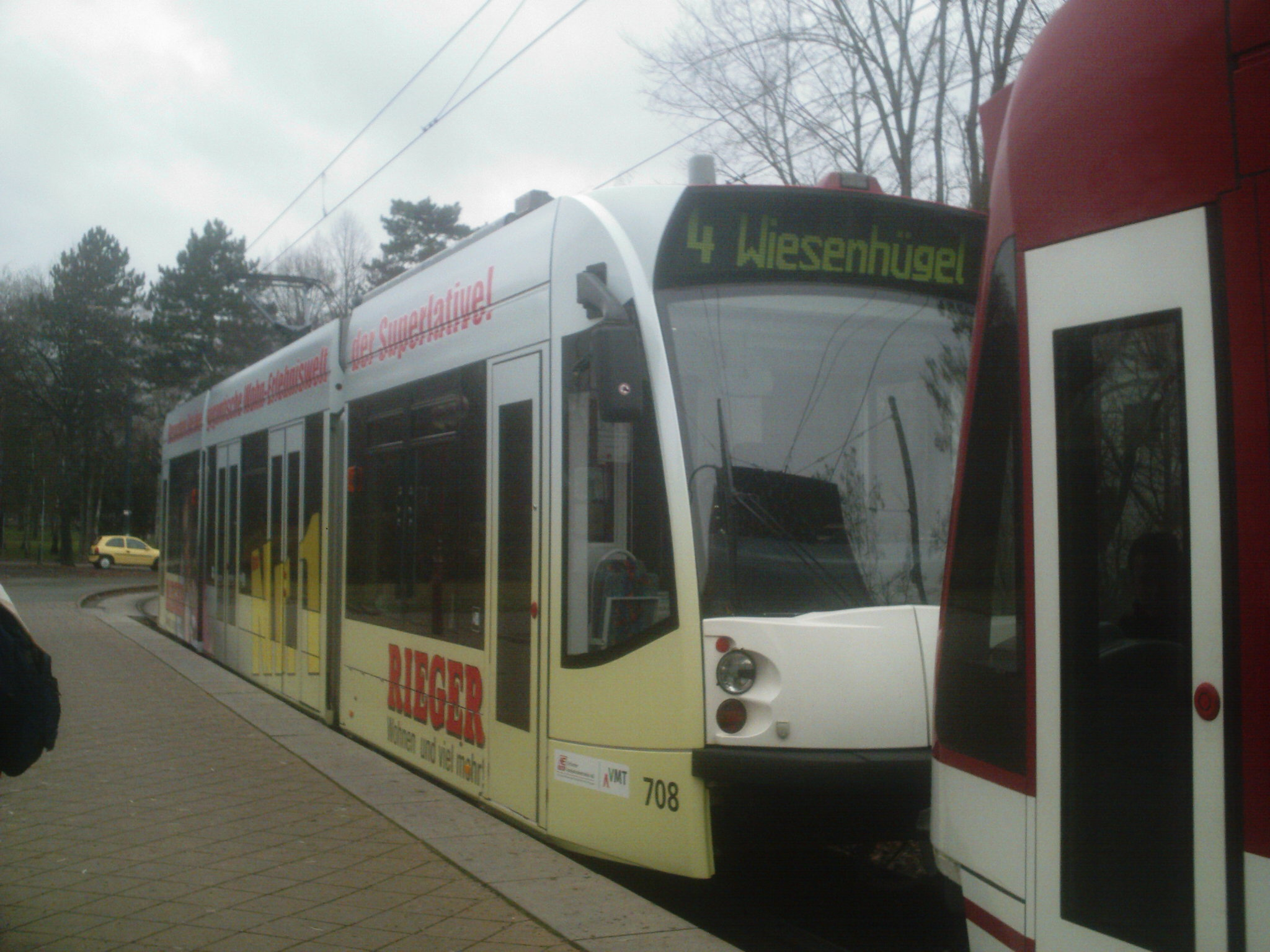
コンビーノ・アドバンス（3車体連接車） （2007年撮影）
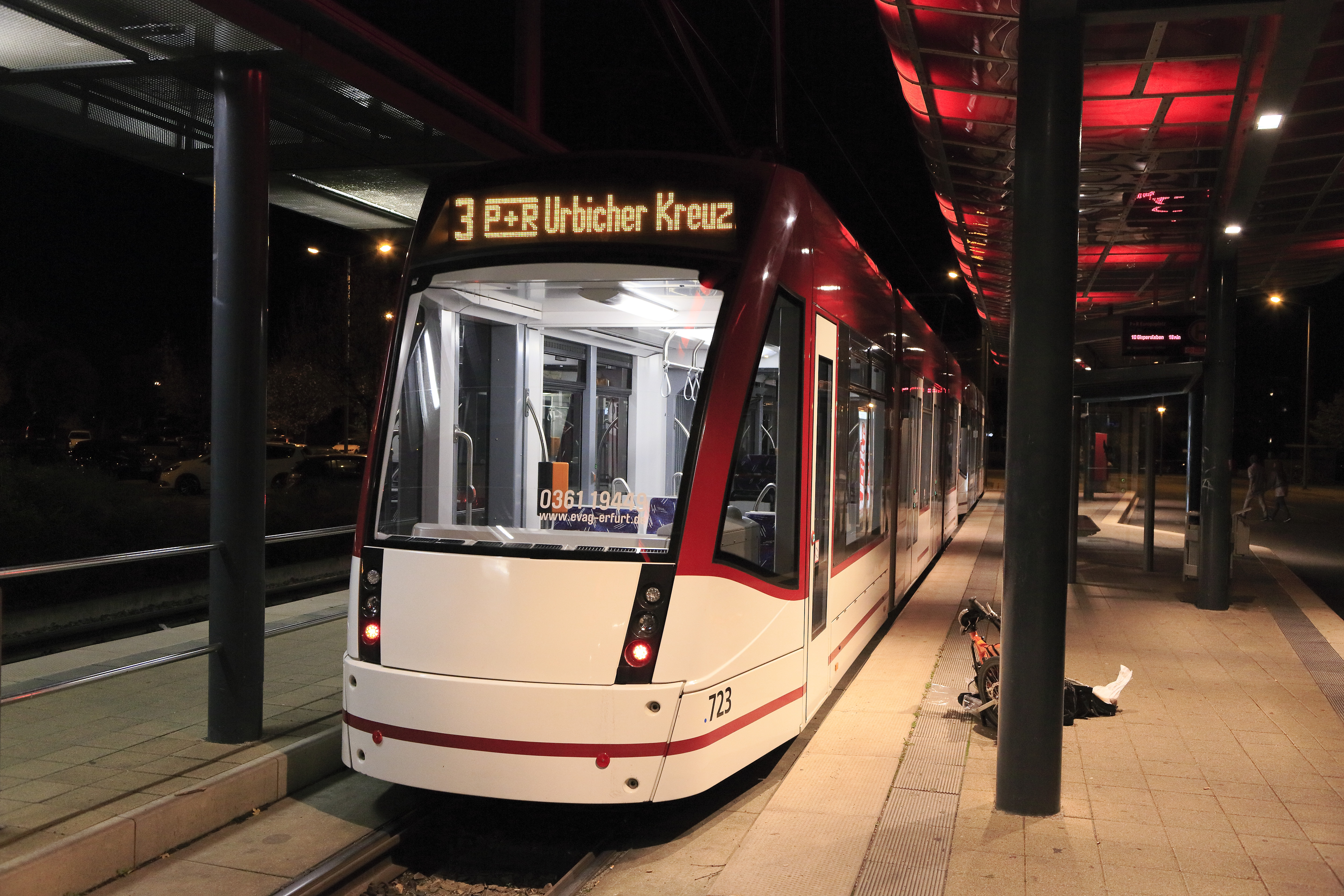
コンビーノ・クラシック（3車体連接車） （2015年撮影）
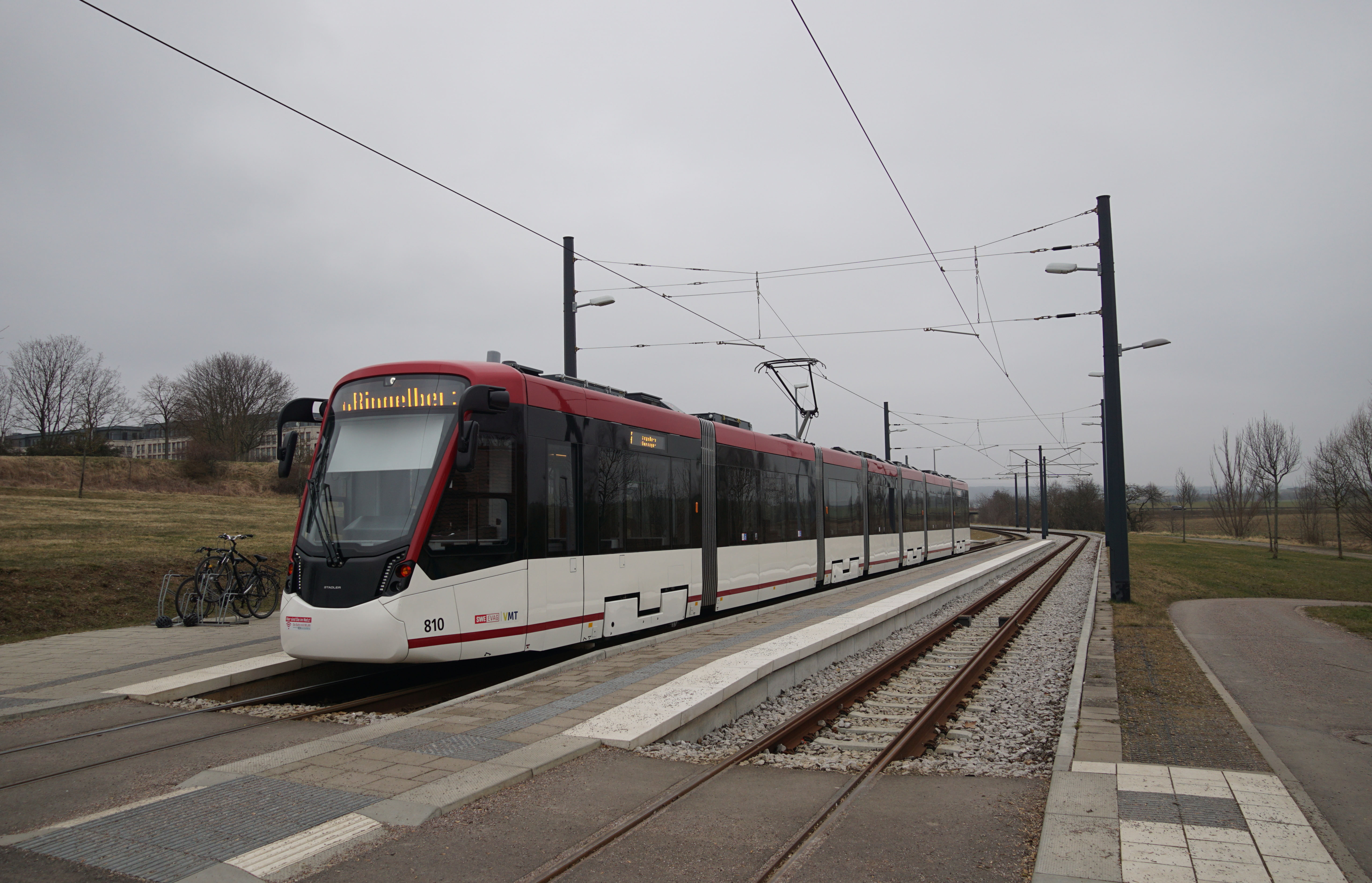
トラムリンク （2022年撮影）

### 保存車両
エアフルト市電には、タトラKT4Dを含めた過去の車両が動態保存されており、営業用車両と共に貸切運転にも対応している。

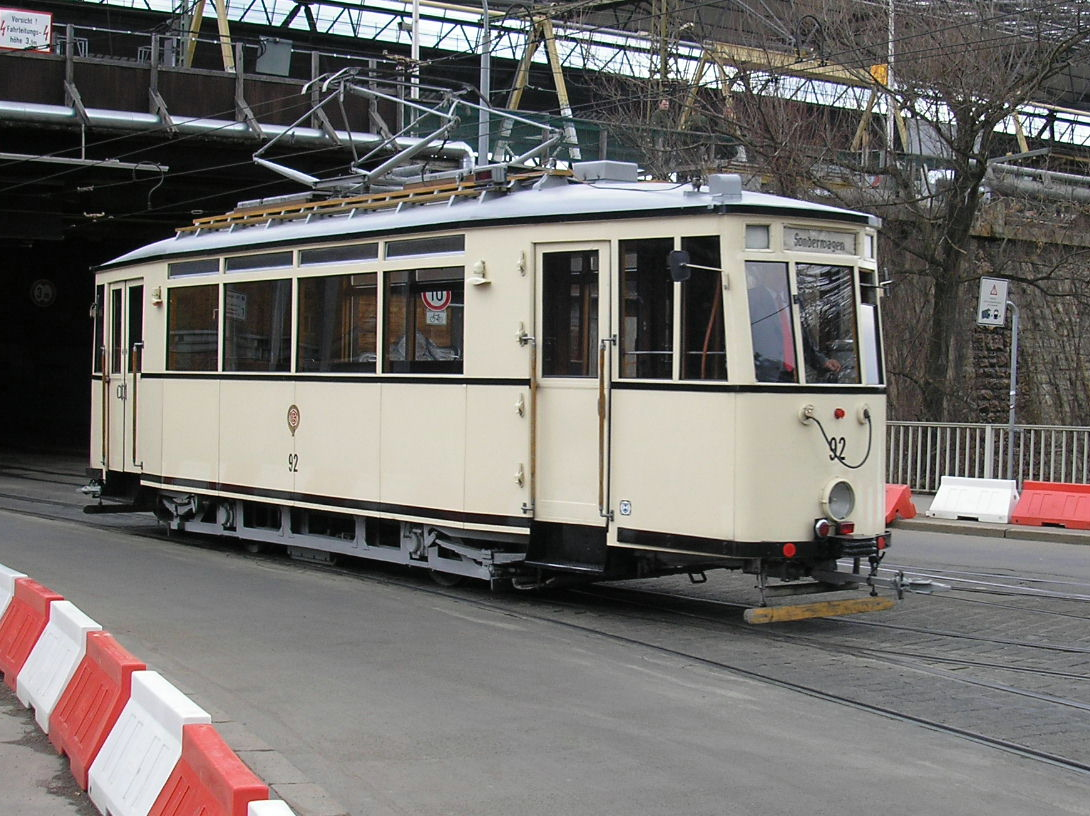
92 1938年製の2軸車 （2006年撮影）
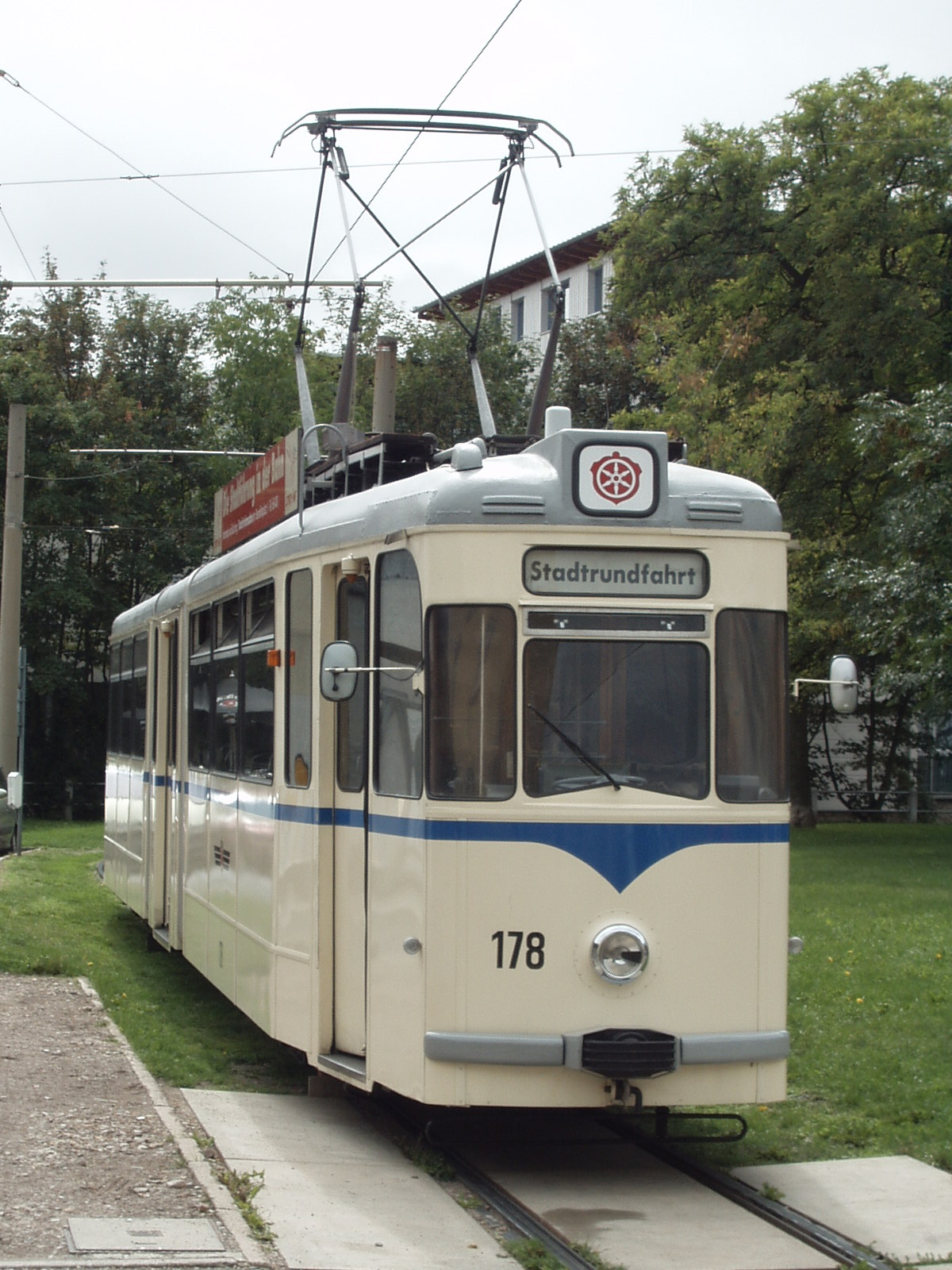
178 3車体連接車、ゴータ市電からの譲渡車両 （2006年撮影）
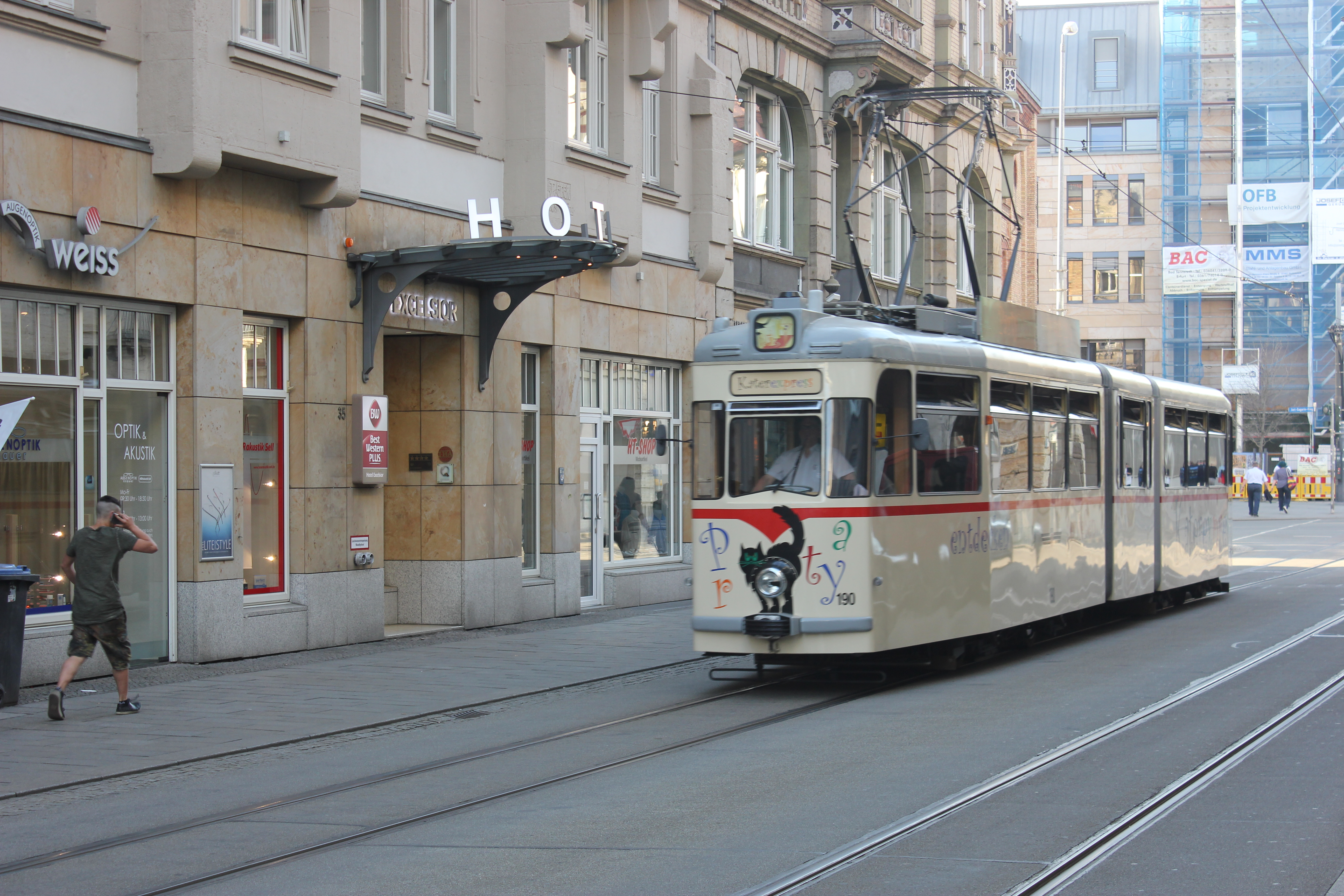
190 1967年製の3車体連接車、テーブルやバーカウンターなどを設置している貸切対応車両 （2018年撮影）
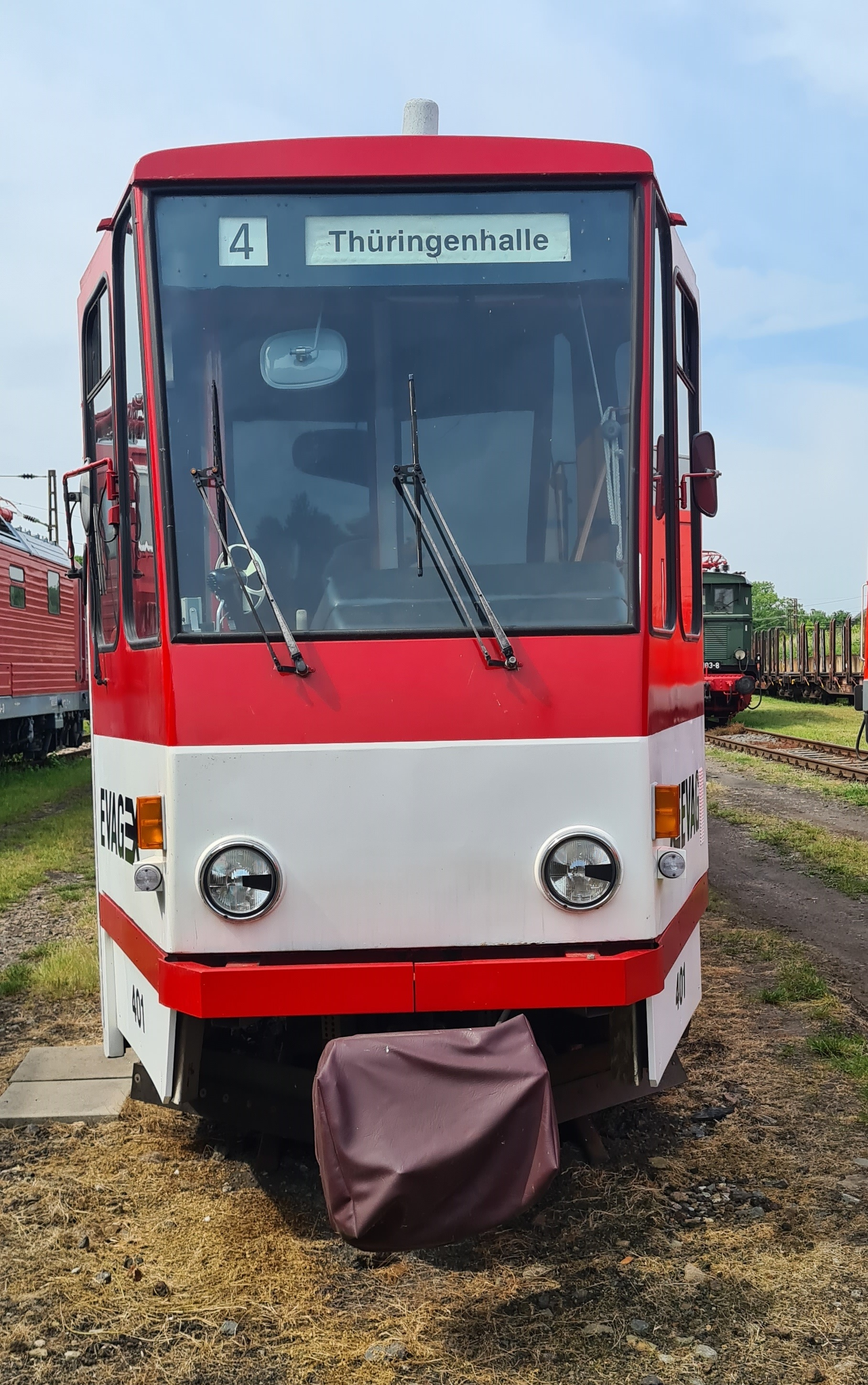
タトラKT4D 3両が動態保存車両として在籍 （2022年撮影）